# 642 (číslo)
Šest set čtyřicet dva je přirozené číslo. Následuje po čísle šest set čtyřicet jedna a předchází číslu šest set čtyřicet tři. Římskými číslicemi se zapisuje DCXLII a řeckými číslicemi χμβ.

## Matematika
642 je:
- Abundantní číslo
- Složené číslo
- Nešťastné číslo

## Astronomie
- (642) Clara je planetka hlavního pásu, kterou objevil v roce 1907 Max Wolf

## Roky
- 642
- 642 př. n. l.